# La lucha contra el demonio
La lucha contra el demonio (título original en alemán Der Kampf mit dem Dämon) es un libro escrito por Stefan Zweig, donde describe la vida de tres individuos peculiares: Friedrich Hölderlin, un gran poeta maldito, que acabó sus días en estado de la locura; Heinrich von Kleist, un escritor sin fortuna, que acabó suicidándose con 34 años tras buscar, con sus obras maestras, un éxito que se le negó; y Nietzsche, el filósofo que pregonaba que Dios había muerto creando así una futura revolución filosófica, y que también acabó sus días recluido por una enfermedad nerviosa en una casa de locos.

## Análisis
Para Zweig estos tres grandes hombres tenían muchas cosas en común:

Los tres pasan por el mundo cual rápido y luminoso meteoro, ajenos a su época, incomprendidos de su generación, para sumergirse después en la oscura noche de su misión.

Para Zweig los tres están poseídos y dominados por el demón. Pero no la figura cuasimitológica de la tradición cristiana, sino: 

Llamaré demoníaca a esa inquietud innata (...) que arrastra hacia lo infinito, hacia lo elemental. (...) El  demón es ese fermento atormentador que empuja al ser hacia todo lo peligroso, hacia el exceso, al éxtasis, a la renunciación y hasta a la anulación de sí mismo.

Su texto está, como todas sus biografías, más preocupado por reflejar el alma de los personajes a los que retrata, la evolución de su interior, de su naturaleza más íntima, que los meros hechos anecdóticos que pudieron conformar sus vidas (es decir, fechas, nombres, y otro tipo de cosas semejantes, no descriptivas de sus interiores).
Contrapone a todos ellos, para a través del contraste definirlos mejor, una figura que para Zweig servía de opuesto: Goethe. Goethe, al igual que ellos, se había enfrentado con el demón, pero a diferencia de ellos había logrado dominarlo, deshacerse de él, y tener así una vida metódica, regular, ordenada, y cerrada. Pues los tres endemoniados se dejaban arrastrar por las ultramundanas fuerzas demoníacas hacia el caos, hacia la búsqueda eterna del más allá, hacia lo desconocido y hasta perjudicial.